# AVE Lanzadera
Az AVE Lanzadera a spanyol Renfe Operadora közepes távolságú vasúti személyszállító szolgáltatása, amelynek vonalai részben normál nyomtávolságú nagysebességű, részben széles nyomtávolságú hagyományos vasútvonalakon közlekednek.
A nyomtávolság különbsége miatt mindkét vágánytípus váltása között nyomtávváltót használnak. A járatokat a RENFE 121 sorozatú motorvonataival szolgálják ki, amely egy közepes távolságú, nagysebességű és nyomtáv váltásra is képes járműtípus. Ez a szolgáltatás igénybe vehető a mozgáskorlátozottak számára is, a járatokon légkondicionáló üzemel és csak helyfoglalással együtt lehet jegyet váltani rá.
Korábban az AVE Lanzadera nevet a RENFE 121 sorozattal kiszolgált járatoknak, amelyek csak nagysebességű vonalakon közlekedtek, jelenleg ezek a szolgáltatások az Avant kategóriába vannak besorolva.

## Vonalak
Jelenleg az AVE Lanzadera csak egy vonalon közlekedik:
| Útvonal | Kiindulási állomás | Útvonal | Nyomtávváló állomás              | Nagysebességű szakasz | Nyomtávváló állomás          | Hagyományos vasútvonal            | Végállomás |
| ------- | ------------------ | --- | -------------------------------- | --------------------- | ---------------------------- | --------------------------------- | ---------- |
| 76      | Cádiz              | San Fernando-Bahía Sur · Puerto de Santa María · Jerez de la Frontera · Lebrija · Dos Hermanas · Sevilla-Santa Justa | Majarabique nyomtávváltó-állomás | Córdoba-Central       | Alcolea nyomtávváltó-állomás | Villa del Río · Andújar · Espeluy | Jaén       |